# Abu Ali Muhammad al-Dżubba’i
Abu Ali Muhammad al-Dżubba’i, arab. أبو على محمد الجوبعي, (ur. ok. 848 w mieście Dżubba w Chuzestanie – zm. 915) – muzułmański teolog, przywódca basryjskiej szkoły mutazylitów od ok. 885 aż do śmierci.

## Życiorys
Al-Dżubba’i był uczniem Abu Jakuba Ibn Abd Allaha al-Szahhama, ówczesnego przywódcy basryjskiej szkoły mutazyliów. Rozwijał on jednak przede wszystkim myśl słynnego nauczyciela Al-Szahhama, Abu al-Huzajla al-Allafa (zm. ok. 841?), którego uważał za najwybitniejszego człowieka po towarzyszach Mahometa i założycielach szkoły mutazylickiej, Wasilu Ibn Acie (zm. 748) i Amru Ibn Ubajdzie (zm. 761?). W swoich poglądach miał się różnić od Al-Allafa tylko w 40 kwestiach. Około 885 Al-Dżubba’i przejął przywództwo basryjskiej szkoły mutazylitów. Jego najsłynniejszymi uczniami byli jego syn i następca, Abu Haszim Abd al-Salam al-Dżubba’i (861 – 933) oraz Abu al-Hasan al-Aszari (ok. 874 – 936), eponimiczny twórca aszaryzmu.
Jak inni mutazylici Al-Dżubba’i kwestionował istnienie boskich atrybutów. Samą istotą Boga jest wiedza i nie ma w nim miejsca na jakiś osobny "stan" wiedzy, który byłby różny od jego istoty. Powiedzenie że Bóg "wszystko widzi" i "wszystko słyszy" to w rzeczywistości tylko stwierdzenie że nie ma w nim żadnego braku. Atrybuty widzenia i słyszenia pojawiają się w Bogu w momencie kiedy pojawia się przedmiot widziany i słyszany. Świat jest stworzony za przyczyną woli boga, która także została przez niego stworzona. Gdyby bowiem istniejąca przecież w czasie wola miałaby być w Bogu, to tym samym stałby się on podmiotem zdarzeń w czasie, czyli zostałaby zakwestionowana jego wieczność. Także słowa Boga są stworzonymi przez niego dźwiękami i literami, odrębnymi od niego samego, chociaż powinniśmy uważać, że poprzez nie przemawia sam Bóg. Tym samym także one, w przeciwieństwie do Boga, nie są wieczne (co oznacza że nie jest wieczna treść Objawienia, a w szczególności Koran). Wraz z innymi mutazylitami Al-Dżubba’i twierdził, że nie jest możliwe widzenie Boga po śmierci, coś bowiem co nie jest fizyczne nie może spełniać warunków koniecznych do widzenia. Zgadzał się on także z innymi przedstawicielami szkoły co do tego, że to człowiek jest sprawcą swoich własnych czynów oraz twórcą dobra i zła, zaś Bóg jest zmuszony do sprawiedliwego postępowania, to jest karania grzesznika i nagradzania posłusznego.